# Faramondo (Händel)

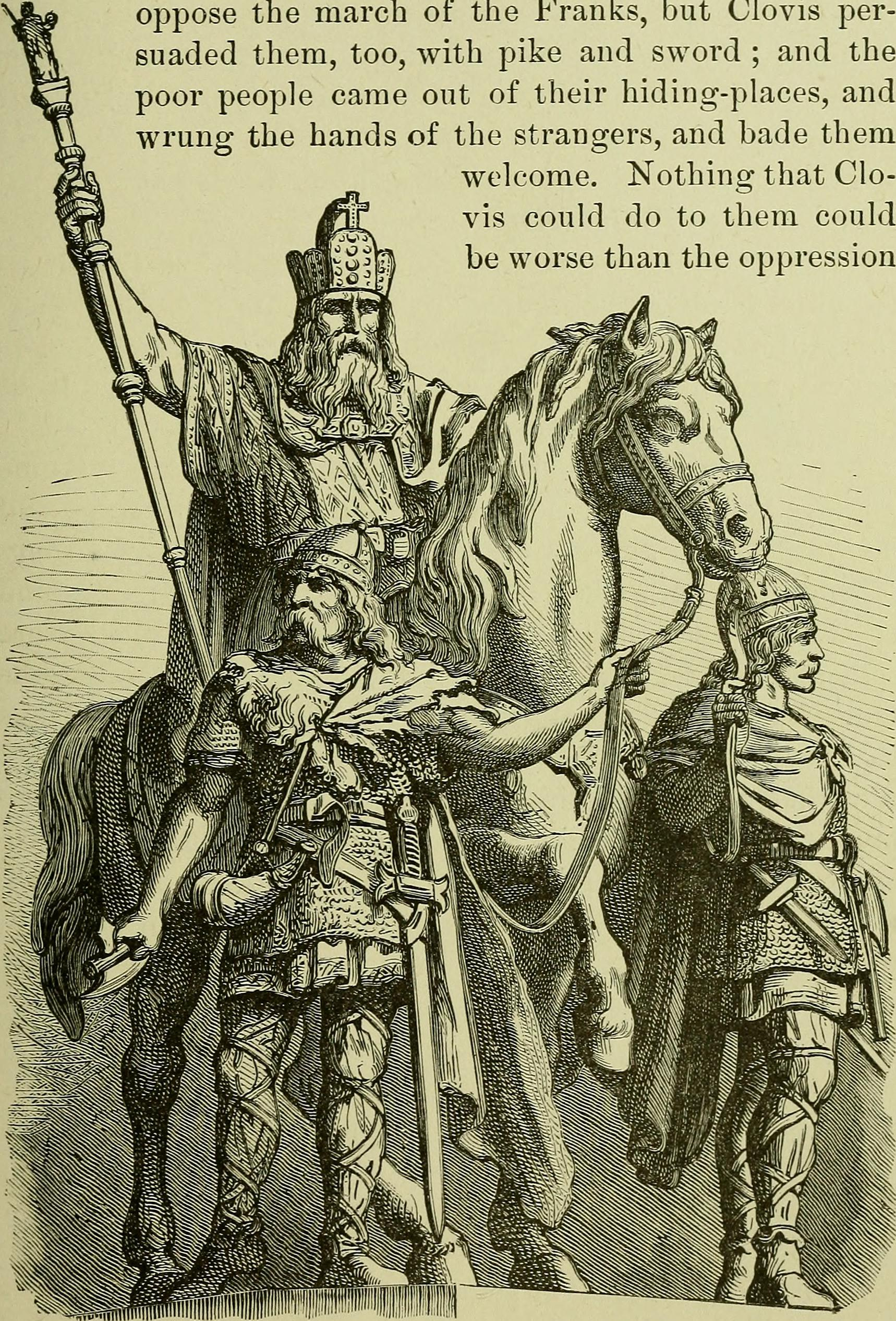
Clodoveo, re dei Franchi

Faramondo, HWV 39, è un'opera in tre atti del 1737 di Georg Friedrich Händel, basata su un libretto in italiano adattato dal Faramondo di Apostolo Zeno; l'autore dell'adattamento è sconosciuto.

## Storia delle esecuzioni
Il libretto di Zeno era stato messo in scena il 27 dicembre 1698 con le musiche di Carlo Francesco Pollarolo a Venezia (Il Faramondo). Nel 1719 Nicola Porpora lo usò al Teatro San Bartolomeo di Napoli, e Francesco Gasparini al Teatro Alibert di Roma. Per Gasparini Il libretto fu notevolmente modificato e fu questa versione, dopo aver eliminato ulteriormente circa la metà dei recitativi, che Händel utilizzò. Il Faramondo di Händel debuttò al King's Theatre a Londra, il 3 gennaio 1738. Ci furono 8 repliche e non fu mai più ripreso. La prima produzione moderna è stata al Händel Festival di Halle, allora in Germania est, il 5 marzo 1976.
La prima americana fu eseguita in forma di concerto dalla Händel Opera Company a Berkeley, in California, il 23 febbraio 1985, per il 300º compleanno di Händel. L'esecuzione fu diretta dal clavicembalo da Bruce Wetmore e fu usata una traduzione in lingua inglese di Wetmore (per i recitativi) e di Guy Pugh (per le arie).  Il Festival Internazionale Händel di Gottinga mise in scena una ripresa nel 2014 (sei spettacoli), sotto la supervisione di Laurence Cummings e diretta da Paul Curran. Questa produzione fu utilizzata per la prima australiana dell'opera durante il Brisbane Baroque festival del 2015 (quattro rappresentazioni).

## Ruoli
| Ruolo                                                   | Voce             | Cast della prima, 3 gennaio 1738              |
| ------------------------------------------------------- | ---------------- | --------------------------------------------- |
| Faramondo, Re dei Franchi                               | soprano castrato | Gaetano Majorano conosciuto come "Caffarelli" |
| Clotilde, sua sorella                                   | soprano          | Élisabeth Duparc ("La Francesina")            |
| Gustavo, Re dei Cimbri                                  | basso            | Antonio Montagnana                            |
| Rosimonda, sua figlia                                   | soprano          | Maria Antonia Marchesini ("La Lucchesina")    |
| Adolfo, suo figlio                                      | soprano          | Margherita Chimenti ("La Droghierina")        |
| Gernando, Re di Suebi                                   | contralto        | Antonia Merighi                               |
| Teobaldo, generale dei Cimbri                           | basso            | Antonio Lottini                               |
| Childerico, il figlio supposto, confidente of Rosimonda | soprano          | William Savage                                |
| Soldati, popolo, messaggeri, servi                      |                  |                                               |

### Orchestrazione
La partitura è stata scritta per un flauto traverso, due oboi, due corni naturali, archi, gli strumenti del basso continuo: (violoncello, liuto, clavicembalo).

## Trama

### Atto 1

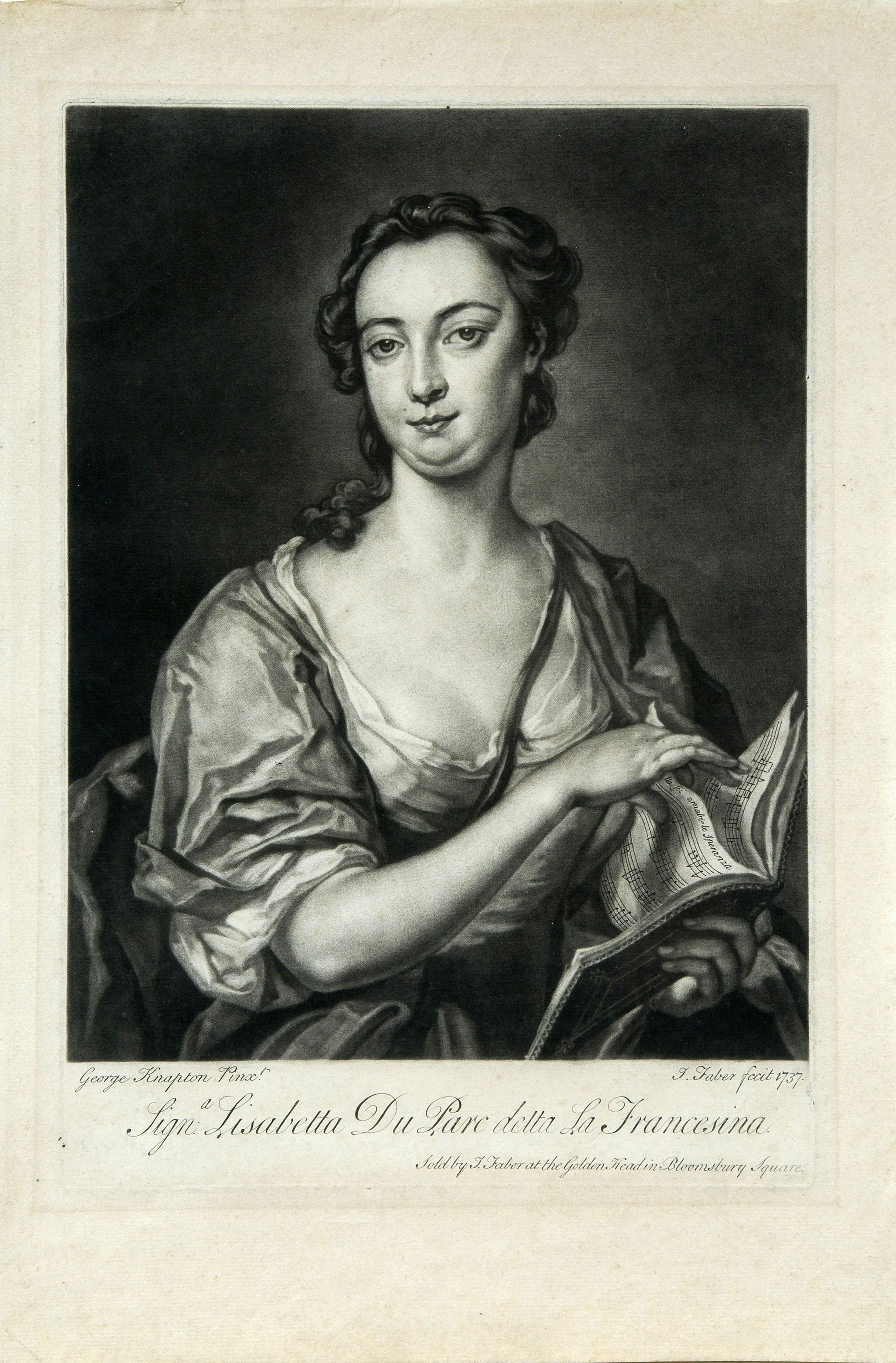
Èlisabeth Duparc, detta La Francesina

Basato sulla storia di Faramondo, un re mitologico dei Franchi, circa nel 420 d.C. e sulla storia antica della Francia, l'opera si apre con Gustavo (Re dei Cimbri) e il principe Adolfo che piangono la morte di Sveno (figlio di Gustavo) e giurano vendetta su Faramondo (re dei Franchi), per mano del quale Sveno è stato ucciso. In questa situazione di tensione arriva la principessa Clotilde (sorella di Faramondo), che ama Adolfo ed è solo con la sua supplica per lei che Clotilde non viene uccisa. Rimasti soli i due giovani amanti, Clotilde ottiene una promessa da Adolfo di cambiare la sua fedeltà al fratello Faramondo, per amore di lei.
Subito dopo, la figlia di Gustavo Rosimonda trova i suoi quartieri invasi dai soldati franchi, tra cui Faramondo. Come ci si può aspettare solo in un'opera di Händel, Faramondo immediatamente si innamora della sua bella prigioniera. Anche mentre ella si scaglia contro di lui per aver ucciso il fratello Sveno in battaglia, e per aver stretto alleanza con il re svevo Gernando, che è in inimicizia con i Cimbri, anche Rosimonda si ritrova innamorata del suo nemico di un tempo, Faramondo.
Ma il loro amore viene subito ostacolato: Re Gernando che ha in programma di tenere Rosimonda per sé, sospetta che Faramondo non sia immune al fascino della principessa. Il suo complotto per uccidere Faramondo ed ottenere il cuore di Rosimonda è sventato, ma Faramondo gli risparmia la vita.
Re Gustavo non è rimasto inattivo nel frattempo, perché ha organizzato i suoi uomini per catturare Faramondo, quando scopre che il suo nemico è in realtà nel suo palazzo. Clotilde, naturalmente, vuole che Adolfo eviti ciò, e quando Adolfo agisce a suo nome per salvare il fratello, nessuno si sorprende che ne venga fuori uno scontro veramente terribile tra Adolfo e suo padre, che termina con Adolfo che viene imprigionato per tradimento. Il tentativo di Faramondo di placare Gustavo e chiedere la mano di Rosimonda in matrimonio non ha successo come si sarebbe potuto prevedere, in quanto Gustavo non desidera altro che la morte del suo nemico.

### Atto 2
Un incontro sorprendente si verifica, poiché Gernando, un tempo nemico implacabile dei Cimbri, suggerisce un'alleanza con il Re Gustavo, sulla base di un reciproco desiderio di abbattere Faramondo. Gernando fa un accordo con Gustavo che se riuscirà a portare a Gustavo la testa di Faramondo, Gustavo gli darà sua figlia Rosimonda in matrimonio.
Rosimonda, anche se ancora innamorata di Faramondo, nasconde i suoi sentimenti e cerca che Faramondo si allontani senza di lei e questo deprime tanto Faramondo che non prova nemmeno a resistere quando i soldati di Gustavo lo prendono. L'intervento di Rosimonda impedisce la sua morte, ma viene imprigionato; almeno Adolfo viene liberato grazie alle ripetute suppliche di Rosimonda e Clotilde.
Rosimonda è ora così piena di preoccupazione per la sicurezza di Faramondo che non può più nascondere il suo amore, e prevede di liberare Faramondo lei stessa e di fuggire con lui.

### Atto 3
Gustavo si ritrova tradito da tutti i lati: Rosimonda ha lasciato libero Faramondo e suo figlio Adolfo è ancora ostinatamente innamorato della sorella di Faramondo. Ma Rosimonda non è fuori pericolo, perché è ancora oggetto dell'amore di Gernando. Gernando ha effettivamente unito le forze con un tenente del re Gustavo (di nome Teobaldo), persuadendo Teobaldo a rapire Rosimonda per lui. I piani di Teobaldo non si fermano a questo, ma lui e i suoi uomini tentano un colpo di stato per prendere in ostaggio Gustavo stesso. Questo colpo di scena viene bloccato da Faramondo, che avevando sentito della trama, invia i suoi uomini per salvare la sua amata Rosimonda, e ferma personalmente il tentativo di colpo di stato.
Gustavo abbraccia il suo sconosciuto soccorritore (la cui armatura nasconde il suo volto), e quando si rende conto chi ha salvato lui e sua figlia, si rammarica amaramente che il suo giuramento deve essere compiuto... Deve ancora sacrificare Faramondo in una sanguinosa vendetta per la uccisione di suo figlio Sveno da parte di Faramondo.
Teobaldo, perdonato da Gustavo, viene mandato a combattere per il re in Sarmazia.
Rosimonda, il cui destino sarebbe stato terribile, per il successo del suo salvataggio dagli uomini di Faramondo, torna alla corte di suo padre, con la notizia che il perfido Gernando è stato catturato. Ma arriva appena in tempo per vedere suo padre trascinare Faramondo all'altare nella preparazione del sacrificio per il giuramento di sangue. Una tragedia incombe su Faramondo - un colpo dell'arma, e lui giacerà morto... quando arriva una notizia improvvisa portata da un messaggero direttamente da Teobaldo. Nella lettera Teobaldo (che giace morente per le molte ferite ricevute in Sarmazia) ammette che non si era rivoltato improvvisamente contro Gustavo, ma piuttosto che il suo desiderio di cacciare Gustavo della sua posizione era stato a lungo nei suoi piani. Egli infatti aveva scambiato i neonati quando il figlio del re era nato; In altre parole, Sveno non era il figlio del re... ma di Teobaldo. Questo fatto lentamente è chiaro a tutti i presenti che, dal momento che Sveno non era il figlio di Gustavo, Gustavo non ha bisogno di uccidere Faramondo. Tutto si conclude felicemente nella gioia generale; Gustavo e Faramondo si dichiarano amici fra le lacrime, Gernando viene rilasciato e si rende conto troppo tardi di aver perso un alleato nel nobile Faramondo, Clotilde e Adolfo sono uniti, e lo sono anche Rosimonda e Faramondo.

## Registrazioni
- 1996: Julianne Baird, Drew Minter, D'Anna Fortunato, Jennifer Lane, Mary Ellen Callahan, Peter Castaldi; Brewer Chamber Orchestra; Edward Brewer (harpsichord); Rudolph Palmer (conductor). Audio CD: Vox Classics 3-7536 ("World premiere recording"). Re-released as Brilliant 99777-21/23
- 2007: I Barocchisti; Max Emanuel Cenčić, Philippe Jaroussky, Fulvio Bettini, In-Sung Sim, Terry Wey, Xavier Sabata, Marina De Liso, Sophie Karthäuser, Duilio Galfetti; Diego Fasolis (conductor). Audio CD: Virgin 2166112[6]